# Bivacco della Brenva
Il bivacco della Brenva è situato in val Veny a 3.060 m s.l.m. nel massiccio del Monte Bianco facente parte del comune di Courmayeur.

## Storia
È stato costruito nel 1929. ed è costruito con il primo modello di bivacco costruito da Adolfo Hess ed è alto 1.25 m., largo 2.25 m. e profondo 2 m.

## Caratteristiche ed informazioni
Il bivacco è situato su una spalla rocciosa che separa il ghiacciaio della Brenva e della Tour Ronde. La costruzione è realizzata in legno e lamiera. Il bivacco è scarsamente attrezzato e non dispone né di illuminazione né di acqua corrente.
Ma è stato recentemente restaurato.

## Accessi
L'accesso avviene da Entrèves per la strada sottostante il piazzale del traforo del Monte Bianco ed è molto lungo e impegnativo.

## Il bivacco modello basso
L'idea di costruire bivacchi fissi nei punti più remoti delle Alpi è di Adolfo Hess che si ispirò negli anni '20, ai ricoveri in lamiera della Prima Guerra Mondiale ma fu criticato per l'eccessiva facilitazione della montagna.
In realtà la facilitazione è ben poca: i bivacchi misurano 1.25 m. di altezza,  2.25 m.di altezza e  2 m. di profondità e dispongono di 4 posti letto per terra e alcuni di materassini a cellule espanse e coperte. 
Oggi questi bivacchi rappresentano una parte di storia dell'alpinismo e sono, alcuni, ben tenuti.
In Valle d'Aosta sono:
- Bivacco Hess (1925)
- Bivacco Craveri (1933)
- Bivacco Brenva (1929)

## Ascensioni
- Aiguille Blanche de Peuterey - 4.112 m
- Aiguille Noire de Peuterey - 3.772 m
- Dames Anglaises - 3.610 m
- Tour Ronde - 3.798 m
- Colle del Peuterey - 3.934